# Darren Star
Darren Star (Potomac, 25 juli 1961) is een Amerikaans scenarioschrijver, producent en regisseur.

## Levensloop

### Jeugd
Star groeide op in een Joods gezin in Potomac. Zijn moeder werkte als freelance schrijver en zijn vader was orthodontist. Hij volgde onderwijs aan Winston Churchill High School en studeerde vervolgens Engels en creatief schrijven aan de Universiteit van Californië. Zijn interesse in popcultuur en televisieseries begon op jonge leeftijd.

### Carrière
Star maakte zijn debuut als scenarioschrijver en producent met de televisieserie Beverly Hills, 90210, die werd geïnspireerd door zijn eigen ervaringen op de middelbare school. De serie behandelde sociale kwesties en tienerproblemen en werd een groot succes met tien seizoenen. Vervolgens ontwikkelde hij Melrose Place, een spin-off die zich richtte op de levens van jongvolwassenen.
Met de creatie van Sex and the City, gebaseerd op de boeken van Candace Bushnell, vestigde Star zijn naam verder. De serie, die de levens van vier vrouwen in New York volgt, groeide uit tot een van de meest invloedrijke televisieseries van die tijd. De show behandelde thema's zoals relaties en seksualiteit en werd bekroond met meerdere prijzen.
Na Sex and the City bleef Star werken aan nieuwe televisieseries. Younger, uitgebracht in 2015, vertelt het verhaal van een veertigjarige vrouw die zich voordoet als twintiger om haar carrière opnieuw op te bouwen. Later volgde Emily in Paris in 2020, waarin een jonge Amerikaanse vrouw voor haar werk naar Parijs verhuist. De serie kreeg internationale bekendheid en ontving zowel lof als kritiek vanwege het gebruik van stereotypen.